# Kang Sue-jin
Kang Sue-jin (* 24. April 1967 in Seoul) ist eine südkoreanische Balletttänzerin. Sie ist Primaballerina am Stuttgarter Ballett.
Bekannt ist sie insbesondere für dramatische Rollen, wie die der Tatiana in Onegin.

## Biografie
Kang Sue-jin lernte als junges Mädchen koreanischen Volkstanz in ihrer Geburtsstadt Seoul in Südkorea. Erst danach fing sie mit Ballettunterricht an und wechselte 1982 nach Europa zu Marika Besobrasova an die Académie de Danse classique Princesse Grace in Monte Carlo. 1985 gewann sie als erste Asiatin den Prix de Lausanne.
Am 1. September 1986 wurde Kang im Alter von 19 Jahren das jüngste Mitglied des Corps de ballet in der Geschichte des Stuttgarter Balletts. Unter Marcia Haydée wurde sie 1994 zur Solistin und unter Reid Anderson 1997 zur Ersten Solistin befördert.
Sie heiratete am 12. Januar 2002 ihren Manager Twinch Shokman, einen ehemaligen Tänzer.
Im Januar 2013 veröffentlichte sie ihre Autobiografie auf Koreanisch. Im Dezember 2013 wurde sie vom Ministerium für Kultur, Sport und Tourismus zur Nachfolgerin von Choi Tae-ji als Direktorin des Korea National Ballets ernannt. Ihre Berufung umfasst die drei Jahre von 2014 bis 2016.

## Auszeichnungen
- 1985: Prix de Lausanne[7]
- 1999: Prix Benois de la Danse
- 2001: Ho-Am-Preis
- 2007: Kammertänzer
- 2007: John-Cranko-Preis
- 2014: Verdienstorden des Landes Baden-Württemberg